# تيتسوجي ياماكاوا
تيتسوجي ياماكاوا (باليابانية: 山川 哲史) (مواليد 1 أكتوبر 1997) هو لاعب كرة قدم ياباني.

## وصلات خارجية
- تيتسوجي ياماكاوا على موقع رابطة كرة القدم اليابانية للمحترفين (اليابانية)
- تيتسوجي ياماكاوا على موقع قاعدة بيانات كرة القدم.إي يو (الإنجليزية)
- تيتسوجي ياماكاوا على موقع Soccerway.com (الإنجليزية)
- تيتسوجي ياماكاوا على موقع عالم كرة القدم.نت (الإنجليزية)